# Adrien Broner
Adrien Broner (n. 28 de julio de 1989) es un boxeador profesional estadounidense que vive en Cincinnati, Ohio. Broner estuvo clasificado como uno de los 10 mejores boxeadores de la revista The Ring en el peso superligero.

## Carrera amateur
Broner tuvo una exitosa carrera amateur con un récord final de 300-19.

## Carrera profesional
Broner se volvió profesional el 31 de mayo de 2008 ganó sus tres peleas iniciales por KO en el primer asalto las cuales fueron contra Allante Davis, David Warren Huffman y Ramón Flores. Su cuarta pelea fue contra Terrance Jett en el MGM Grand en Las Vegas en la cartelera de la pelea entre Ricky Hatton vs Paulie Malignaggi; Broner derrotó a Jett por TKO en el sexto asalto. Su quinta pelea fue una fines de 2008 contra Scott Furney en la cartelera de la pelea entre Oscar De La Hoya vs Manny Pacquiao; Broner derrotó a Furney en el primer asalto, llevando su récord a 5(5)-0-0.
En enero de 2009 peleó contra José Alfredo Lugo viéndose forzado a ir a la distancia. La pelea fue en el Staples Center en la cartelera de la pelea entre Shane Mosley vs Antonio Margarito. Broner volvió al ring en marzo ganándole por decisión unánime a Eric Ricker. Tres semanas después Broner detuvo a Ángel Rodríguez en el cuarto asalto. En su octava pelea Broner se enfrentó a Fernando Quintero donde ganó por decisión mayoritaria en un reñido encuentro. En junio en el Staples Center Broner se enfrentó al australiano William Kickett, ganado por KO en el sexto asalto. En la cartelera entre Juan Díaz vs Paul Malignaggi realizada en Houston Broner derrotó a Edgar Portillo, en el primer asalto. Broner venció a Henry White Jr vía KO en septiembre, y al finalizar el año derrotó por la misma vía en el primer asalto a Tommy Atencio; ganando así su sexto combate en 13 peleas por KO en el primera vuelta. A inicios de 2010, Broner detuvo en el cuarto asalto a Roberto Acevedo; en ese mismo a"o pelearía 4 veces más: contra Rafael Lora, Carlos Claudio, Guillermo Sánchez, y Ilido Julio, ganándole por KO a todos ellos.

### Broner vs. Ponce De León
El primer paso importante para Broner sería su pelea contra Daniel Ponce De León realizada el 5 de marzo de 2011; en la cual Broner ganaría con una controvertida decisión unánime. Broner inició la pelea de forma pasiva, con problemas para poder abrir la guardia cerrada de Ponce De León, siendo así durante los primeros 4 asaltos. A medida que fue avanzado la pelea, Broner pudo abrir la guardia de su contrincante, y verse un poco mejor; teniendo un mayor control y ritmo del combate. En los asaltos finales ambos combatientes pelearon de manera pareja, teniendo cada uno buenos momentos durante el transcurso de los asaltos, pero sin que ninguno apareciera de forma clara. Finalmente Broner obtuvo la victoria por puntos siendo las tarjetas 96-94, 96-94, y 99-91; sin embargo muchos analistas y comentaristas daban la pelea como un claro empate. Las estadísticas finales fueron: golpes lanzados 127 de 592 (21%) para Ponce De León, contra 126 de 351 (36%) para Broner; en tanto a los golpes de poder 119 de 392 (30%) para Ponce De León, contra 101 de 243 (42%) para Broner. Después de la pelea Ponce De León dijo que definitivamente le gustaría una revancha contra Broner.
La próxima pelea de Broner fue televisada por el programa Boxing After Dark de la cadena HBO, la cual se llevó a cabo en la ciudad de Guadalajara, México, en la cual Adrien enfrentaba a 10 asaltos contra Jason Litzau, quien en ese momento estaba clasificado como uno de los 10 mejores superplumas. Broner lanzó combinaciones de gancho de derecha, izquierda y un potente ascendente de derecha lo cual puso en mal estado al boxeador de Minnesota, cayendo a la lona; por lo que el árbitro tuvo que detener el combate a los 2:58 min del primer asalto.

### Título Superpluma
Al no poder enfrentarse al ex campeón superpluma de WBO Ricky Burns; se le programó una pelea para el 26 de noviembre de 2011 contra el argentino Vicente Martin Rodríguez en la velada entre Saúl Álvarez vs. Kermit Cintron como parte de una cartelera doble de HBO. Venció a Rodríguez por KO en el tercer asalto, ganando así el Título Mundial vacante Superpluma de la WBO.
Broner hizo satisfactoriamente su primera defensa del título contra el retador obligatorio número uno y en ese momento clasificado invicto dentro de los 10 mejores superpluma, Eloy Pérez; la pelea se realizó el 25 de febrero de 2012 la cual fue televisada por HBO. Broner ganó por KO en 4 asalto, controlando la pelea desde el principio hasta el fin, superando claramente a Pérez; la pelea terminó después de que Broner conectara en la cara una potente recta de derecha y luego otro golpe sobre el oído izquierdo de su contrincante también de derecha mientras este caía a la lona.
Broner regresaría al ring el 21 de julio de 2012 en el U.S. Bank Arena de Cincinnati contra Vicente Escobedo, la pelea iba a ser la segunda defensa de su título superpluma; sin embargo, en el pesaje, Broner se excedió 3.5 lb del límite del pesaje, perdiendo así su título; un acuerdo entre los representantes de ambos boxeadores logró que la pelea llegue a realizarse. Durante el combate Broner dominó claramente a Escobedo, hasta que en el quinto asalto, una seguidilla de golpes de parte de Adrien, hizo que la esquina de Vicente tiráse la toalla, y al mismo tiempo el réferi detuviese la pelea, ganando así Broner por KO y manteniendo su récord invicto.

### Título Ligero
La siguiente pelea de Adrien sería contra el mexicano Antonio DeMarco por el título ligero de este. El combate se llevó a cabo el 17 de noviembre de 2012, en Atlantic City, Nueva York; durante la pelea Broner pudo dominar ampliamente a su rival lanzando potentes golpes y esquivando la mayoría de los de su oponente; en el octavo asalto, una combinación de golpes al cuerpo y al ménton de Antonio enviaría a este a colocar rodilla en piso, luciendo claramente en mal estado, lo que hizo que la esquina de este lanzara la toalla para así dar por culminada la pelea, y con este resultado Broner se convertía en el nuevo campeón mundial de peso ligero del WBC.
El 16 de febrero de 2013 sería la primera defensa de su título mundial, contra el galés Gavin Rees de nuevo en Atlantic City, Nueva York. Durante los dos primeros asaltos, el británico fue capaz de tener un buen nivel de pelea ante Broner; sin embargo, a partir del tercer asalto la superioridad de Broner fue cada vez más evidente, llegando a conectar golpes más y más potentes. En el cuarto asalto un potente golpe ascendente conectó el ménton de Rees enviándolo a la lona y en el siguiente asalto otro buen golpe al cuerpo de parte de Broner hizo colocar rodilla en piso a su oponente, luego de que este se reincorporase; Adrien le lanzaría una seguidilla de golpes a Rees, el cual ya no estaba defendiéndose adecuadamente, lo que ocasionó que la esquina tirara la toalla y el réferi detenga el combate. Así Broner retendría el Título Mundial Ligero del WBC, y conservaría su récord de invicto.

### Título wélter
Luego de que fallaran las negociaciones por una pelea en peso ligero contra el campeón de la WBO, Ricky Burns; Broner decidió subir dos divisiones para ir el 22 de junio por el título mundial wélter de la WBA, contra el boxeador de ascendencia italiana Paulie Malignaggi, el mismo que estaba clasificado como sexto según la revista The Ring. La pelea fue televisada por Showtime desde el Barclays Center en Nueva York. Durante el combate, Broner no logró conectar ningún golpe potente que lograra enviar a la lona a Malignaggi; es más, durante varios asaltos la poca actividad de Broner hizo que su oponente se llevara algunos, siendo la táctica de Paulie lanzar pocos golpes y cubrirse, acercándose hacia Adrien, por lo que este solo atinaba a lanzar potentes golpes pero en pocas ocasiones, sin poder boxear con comodidad. Luego de los doce asaltos, la pelea daría como resultado una decisión dividida en favor de Broner, obteniendo este su tercer título en tres divisiones distintas.

### "La paliza del Chino": Primera derrota
El 14 de diciembre de 2013, se enfrentaría al noqueador argentino Marcos Maidana en el Alamodome de Texas. Broner saldría confiado desde el primer asalto, no obstante, Maidana se impuso a Adrien desde el inicio. En el segundo asalto, y con un golpe de izquierda, "El Chino" derribaría al norteamericano por primera vez en su carrera, el cual se levantaría en muy mal estado. Para los asaltos consecutivos, la pelea continuaría bajo dominio del argentino. Ya en el octavo asalto, otro golpe de izquierda de Maidana enviaría a la lona a Broner; luego de que este último se reincorporara, Marcos iría a terminar la pelea, pero el norteamericano enganchó los brazos del argentino, y este le dio un cabezazo a Adrien, por lo que le descontaron un punto al chino. Las rondas finales solo reafirmaron la conquista de Maidana. El combate se fue a las tarjetas, en las cuales Marcos Maidana ganaría por una decisión unánime con tarjetas de 109-117, 109-115 y 110-116; dándole a Broner su primera derrota en su carrera profesional, sus primeras dos caídas y arrebatándole el Título Mundial de la WBA en el peso wélter.

### Regreso en superligero
El 3 de mayo de 2014; Broner regresó al ring para enfrentar en el peso superligero al norteamericano Carlos Molina, el cual venía con solo una derrota por rendición ante el excampeón inglés Amir Khan; la pelea formaría parte de la cartelera de Floyd Mayweather, Jr. vs Marcos Maidana. Durante el combate Broner sería ampliamente superior a su contrincante; no obstante, se le notaría más cauteloso al momento de lanzar golpes, los cuales se observaron que eran de menor potencia comparado con los golpes que solía lanzar en otras peleas. Finalmente Adrien ganaría el combate por decisión unánime; en la entrevista en el ring que le hiciera Showtime, Broner tendría declaraciones despectivas contra los mexicanos, lo cual le ocasionó que el WBC lo sancionara; meses más tarde se levantaría esta sanción.
Su siguiente pelea del año sería ante su compatriota Emmanuel Taylor, al cual enfrentaría en su natal Cincinnati el 6 de septiembre. Al igual que en su anterior pelea, Broner luciría cauteloso, lanzando combinaciones potentes de golpes solo durante breves instantes; así dominaría la mayoría de asaltos y un descuido de su oponente a pocos segundos del último asalto sería aprovechado por Broner para lanzar un potente golpe de izquierda a la mandíbula de Taylor, lo cual lo enviaría a la lona; y se finalizaría con una decisión unánime en favor de Broner.
El 7 de marzo de 2015, se enfrenta ante su compatriota John Molina, Jr. En una pelea donde Broner sería claramente superior ante su rival, no obstante mostrando cautela como en sus últimas peleas, Molina no lanzaba muchos golpes, esperaba encontrar el momento correcto para hacerlo, no obstante esta táctica no le serviría para con Adrien, el cual finalmente obtendría la victoria por una amplia decisión unánime.
El 3 de octubre enfrentó ante el excampeón de peso superligero de la WBA, el ruso, Khabib Allakhverdiev; por el mismo título. Durante casi todo el combate Broner sería muy superior a su rival, lanzando potentes combinaciones, de las cuales el ruso solo trataba de defenderse, aun así varias llegaron a su destino, generando un gran daño a Khabib, finalmente durante el último asalto, el réferi decidió detener el combate y otorgó la victoria a Adrien por nocaut, y así este obtuvo su cuarto título en categoría distinta.
El 29 de abril de 2017, en el Barclays Center; enfrenta al invicto excampeón en tres divisiones, Mickey García, en una pelea donde se vería un Broner muy cauteloso; no obstante, aunque este tuviera buenos momentos durante el combate, el mejor estilo de boxeo de García le daría a este la victoria por decisión unánime. Sumando así Broner, la tercera derrota de su carrera.

### Regreso al boxeo
El 20 de febrero de 2021, ganó en un evento boxístico de peso wélter ante Jovanie Santiago. En el pugilato, poseyó una óptima defensa, un buen movimiento de los pies y un óptimo uso del cuadrilátero en consonancia consumó una ofensiva donde no descuidó la defensiva, poseyó un fuerte contragolpe, más golpes de poder y más golpes desde ángulos difíciles por medio del jab y el gancho de izquierda, lo cual le asistió a conectar más golpes de calidad.
Entre lo más relevante, puedo destacar que con el gancho de izquierda hizo tambalear a su oponente en el 8.º asalto y le cortó debajo del ojo izquierdo en el 9.º asalto. Concluyó que aunque su oponente fue insistente en la ofensiva, The Problem fue superior desde la 2.ª mitad del pugilato hasta el final, lo cual consumó la exhibición de las tarjetas de los 3 jueces por medio de 115-112, 116-111 y 117-110 a su favor.

## Récord profesional
| 34 Ganadas (24 KOs), 4 Derrotas, 1 Empate, 1 Sin decisión |          |                          |      |              |            |                                                     | |
| Res.                                                      | Récord   | Oponente                 | Tipo | Rd., Tiempo  | Datos      | Localidad                                           | Notas |
| G                                                         | 1-0      | Allante Davis            | KO   | 1 (4), 0:32  | 2008-05-31 | Hyatt Regency Hotel, Cincinnati, Ohio               | Debut profesional de Broner. |
| G                                                         | 2-0      | David Warren Huffman     | TKO  | 1 (4), 1:20  | 2008-08-30 | Cincinnati Gardens, Cincinnati, Ohio                | |
| G                                                         | 3-0      | Ramón Flores             | TKO  | 1 (4), 2:11  | 2008-09-27 | Home Depot Center, Carson, California               | |
| G                                                         | 4-0      | Terrance Jett            | TKO  | 6 (6), 0:33  | 2008-11-22 | MGM Grand, Las Vegas, Nevada                        | |
| G                                                         | 5-0      | Scott Furney             | TKO  | 1 (6), 1:14  | 2008-12-06 | MGM Grand, Las Vegas, Nevada                        | |
| NC                                                        | 5-0-0-1  | Eric Ricker              | DQ   | 2 (4)        | 2008-12-27 | Staples Center, Los Ángeles, California             | Originalmente victoria para Ricker luego de que Broner lo empujara fuera del ring, más tarde el resultado cambiaría a NC (no disputado). |
| G                                                         | 6-0-0-1  | José Alfredo Lugo        | UD   | 6            | 2009-01-24 | Staples Center, Los Ángeles, California             | |
| G                                                         | 7-0-0-1  | Eric Ricker              | UD   | 6            | 2009-03-14 | Duke Energy Convention Center, Cincinnati, Ohio     | |
| G                                                         | 8-0-0-1  | Ángel Rodríguez          | TKO  | 4 (6), 0:23  | 2009-04-04 | Frank Erwen Center, Austen, Texas                   | |
| G                                                         | 9-0-0-1  | Fernando Quintero        | MD   | 8            | 2009-05-08 | Sundance Square, Fort Worth, Texas                  | |
| G                                                         | 10-0-0-1 | William Kickett          | KO   | 6 (8), 2:58  | 2009-06-27 | Staples Center, Los Ángeles, California             | |
| G                                                         | 11-0-0-1 | Edgar Portillo           | TKO  | 1 (10), 1:37 | 2009-08-22 | Toyota Center, Houston, Texas                       | |
| G                                                         | 12-0-0-1 | Henry White Jr           | KO   | 3 (6), 3:00  | 2009-09-05 | The Hamiltion County Fair Grounds, Cincinnati, Ohio | |
| G                                                         | 13-0-0-1 | Tommy Atencio            | TKO  | 1 (6), 2:58  | 2009-11-28 | Duke Energy Convention Center, Cincinnati, Ohio     | |
| G                                                         | 14-0-0-1 | Roberto Acevedo          | TKO  | 4 (6), 0:14  | 2010-01-23 | Hyatt Regency Hotel, Cincinnati, Ohio               | |
| G                                                         | 15-0-0-1 | Rafael Lora              | TKO  | 1 (10), 3:00 | 2010-05-14 | Paradise Theater, Bronx, New York                   | |
| G                                                         | 16-0-0-1 | Carlos Claudio           | RTD  | 6 (10)       | 2010-06-19 | Taft Theatre, Cincinnati, Ohio                      | Gana el Título Intercontinental Juvenil vacante Superpluma del WBC.                                                                      |
| G                                                         | 17-0-0-1 | Guillermo Sánchez        | TKO  | 2 (10), 1:48 | 2010-09-04 | Hamilton Fairgrounds, Cincinnati, Ohio              | |
| G                                                         | 18-0-0-1 | Ilido Julio              | TKO  | 1 (8), 1:34  | 2010-11-06 | Prudential Center, Newark, Nueva Jersey             | |
| G                                                         | 19-0-0-1 | John Revish              | RTD  | 1 (8), 3:00  | 2011-01-15 | Taft Masonic Temple, Cincinnati, Ohio               | Gana el Título vacante ligero USNBC del WBC.                                                                                             |
| G                                                         | 20-0-0-1 | Daniel Ponce de León     | UD   | 10           | 2011-03-05 | Honda Center, Anaheim, California                   | Gana el Título vacante superpluma Intercontinental de la WBO.                                                                            |
| G                                                         | 21-0-0-1 | Jason Litzau             | TKO  | 1 (10), 2:58 | 2011-06-18 | Arena VFG, Tlajomulco de Zúñiga, Jalisco, México    | Gana el Título vacante superpluma USNBC del WBC.                                                                                         |
| G                                                         | 22-0-0-1 | Vicente Martín Rodríguez | KO   | 3 (12), 1:43 | 2011-11-26 | U.S. Bank Arena, Cincinnati, Ohio                   | Gana el Título vacante superpluma de la WBO.                                                                                             |
| G                                                         | 23-0-0-1 | Eloy Pérez               | KO   | 4 (12), 2:44 | 2012-02-25 | Scottrade Center, Sant Louis, Misuri                | Retiene el Título superpluma de la WBO.                                                                                                  |
| G                                                         | 24-0-0-1 | Vicente Escobedo         | TKO  | 5 (12), 2:42 | 2012-07-21 | U.S. Bank Arena, Cincinnati, Ohio                   | Pierde el Título Mundial superpluma de la WBO al no poder dar el peso.                                                                   |
| G                                                         | 25-0-0-1 | Antonio DeMarco          | TKO  | 8 (12), 1:49 | 2012-11-17 | Boardwalk Hall, Atlantic City, Nueva Jersey         | Gana el Título Mundial ligero del WBC.                                                                                                   |
| G                                                         | 26-0-0-1 | Gavin Rees               | TKO  | 5 (12), 2:59 | 2013-02-10 | Boardwalk Hall, Atlantic City, Nueva Jersey         | Retiene el Título Mundial ligero del WBC.                                                                                                |
| G                                                         | 27-0-0-1 | Paulie Malignaggi        | SD   | 12           | 2013-06-22 | Barclays Center, Brooklyn, Nueva York               | Gana el Título Mundial wélter de la WBA.                                                                                                 |
| D                                                         | 27-1-0-1 | Marcos Maidana           | UD   | 12           | 2013-12-14 | Alamodome, San Antonio, Texas                       | Pierde el Título Mundial wélter de la WBA.                                                                                               |
| G                                                         | 28-1-0-1 | Carlos Molina            | UD   | 10           | 2014-05-03 | MGM Grand, Las Vegas, Nevada                        | Pelea en peso superligero. |
| G                                                         | 29-1-0-1 | Emmanuel Taylor          | UD   | 12           | 2014-09-06 | U.S. Bank Arena, Cincinnati, Ohio                   | Pelea en peso superligero. |
| G                                                         | 30-1-0-1 | John Molina              | UD   | 12           | 2015-03-07 | MGM Grand, Las Vegas, Nevada                        | Pelea en peso superligero. |
| D                                                         | 30-2-0-1 | Shawn Porter             | UD   | 12           | 2015-06-20 | MGM Grand, Las Vegas, Nevada                        | Pelea en peso wélter. |
| G                                                         | 31-2-0-1 | Khabib Allakhverdiev     | TKO  | 12, 2:23     | 2015-10-03 | U.S. Bank Arena, Cincinnati, Ohio                   | Gana el Título Mundial de la WBA de la división superligero.                                                                             |
| G                                                         | 32-2-0-1 | Ashley Theophane         | TKO  | 9 (12), 1:11 | 2016-04-01 | D.C. Armory, Washington D. C.                       | Pierde el Título Mundial de la WBA de la división superligero al no dar el peso.                                                         |
| G                                                         | 33-2-0-1 | Adrían Granados          | SD   | 10           | 2017-02-18 | Cintas Center, Cincinnati, Ohio                     | |
| D                                                         | 33-3-0-1 | Mickey García            | UD   | 12           | 2017-07-29 | Barclays Center, Brooklyn, Nueva York               | |
| E                                                         | 33-3-1-1 | Jessie Vargas            | MD   | 12           | 2018-04-21 | Barclays Center, Brooklyn                           | |
| D                                                         | 33-4-1-1 | Manny Pacquiao           | UD   | 12           | 2019-01-19 | MGM Grand, Las Vegas, Nevada                        | Por el título mundial de la AMB (Regular) del peso wélter.                                                                               |
| G                                                         | 34-4-1-1 | Jovanie Santiago         | UD   | 12           | 2021-02-20 | Mohegan Sun Arena, Uncasville, Connecticut          | Pelea en peso wélter |